# Meganephria tancrei
Meganephria tancrei là một loài bướm đêm trong họ Noctuidae.